# Coupe de Chine 2017
Navigation
Édition précédente Édition suivante
La Coupe de Chine est une compétition internationale de patinage artistique qui se déroule en Chine au cours de l'automne. Elle accueille des patineurs amateurs de niveau senior dans quatre catégories: simple messieurs, simple dames, couple artistique et danse sur glace.
La quinzième Coupe de Chine est organisée du 3 au 5 novembre 2017 au palais omnisports de Pékin. Elle est la troisième compétition du Grand Prix ISU senior de la saison 2017/2018.

## Résultats

### Messieurs
| Rang | Nom               | Pays       | Points | Programme court | Programme court | Programme libre | Programme libre |
| ---- | ----------------- | ---------- | ------ | --------------- | --------------- | --------------- | --------------- |
| 1    | Mikhail Kolyada   | Russie     | 279.38 | 1               | 103.13          | 3               | 176.25          |
| 2    | Jin Boyang        | Chine      | 264.48 | 2               | 93.89           | 5               | 170.59          |
| 3    | Max Aaron         | États-Unis | 259.69 | 5               | 83.11           | 1               | 176.58          |
| 4    | Vincent Zhou      | États-Unis | 256.66 | 8               | 80.23           | 2               | 176.43          |
| 5    | Yan Han           | Chine      | 254.61 | 6               | 82.22           | 4               | 172.39          |
| 6    | Javier Fernández  | Espagne    | 253.06 | 3               | 90.57           | 6               | 162.49          |
| 7    | Keiji Tanaka      | Japon      | 247.17 | 4               | 87.19           | 8               | 159.98          |
| 8    | Kevin Reynolds    | Canada     | 226.50 | 10              | 64.40           | 7               | 162.10          |
| 9    | Grant Hochstein   | États-Unis | 216.44 | 7               | 80.55           | 9               | 135.89          |
| 10   | Alexander Majorov | Suède      | 186.04 | 11              | 64.27           | 10              | 121.77          |
| 11   | Alexander Petrov  | Russie     | 186.02 | 9               | 68.58           | 12              | 117.44          |
| 12   | Zhang He          | Chine      | 167.58 | 12              | 46.99           | 11              | 120.59          |

### Dames

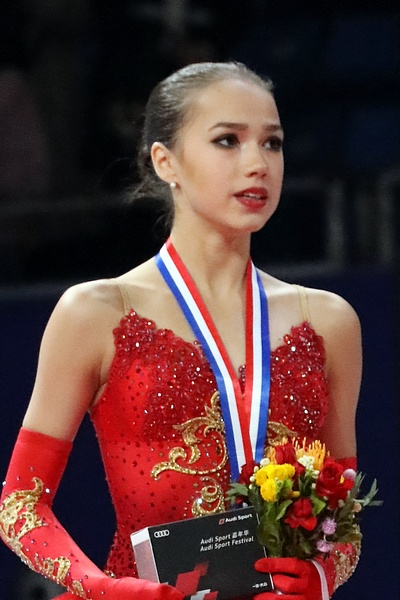
La médaillée d'or Alina Zagitova

| Rang | Nom                    | Pays         | Points | Programme court | Programme court | Programme libre | Programme libre |
| ---- | ---------------------- | ------------ | ------ | --------------- | --------------- | --------------- | --------------- |
| 1    | Alina Zagitova         | Russie       | 213.88 | 4               | 69.44           | 1               | 144.44          |
| 2    | Wakaba Higuchi         | Japon        | 212.52 | 2               | 70.53           | 2               | 141.99          |
| 3    | Elena Radionova        | Russie       | 206.82 | 3               | 70.48           | 4               | 136.34          |
| 4    | Mai Mihara             | Japon        | 206.07 | 7               | 66.90           | 3               | 139.17          |
| 5    | Marin Honda            | Japon        | 198.32 | 6               | 66.90           | 5               | 131.42          |
| 6    | Gabrielle Daleman      | Canada       | 196.83 | 1               | 70.65           | 7               | 126.18          |
| 7    | Elizaveta Tuktamysheva | Russie       | 196.68 | 5               | 67.10           | 6               | 129.58          |
| 8    | Li Xiangning           | Chine        | 174.82 | 8               | 59.20           | 8               | 115.62          |
| 9    | Choi Da-bin            | Corée du Sud | 165.99 | 9               | 53.90           | 9               | 112.09          |
| 10   | Amber Glenn            | États-Unis   | 151.14 | 10              | 52.61           | 10              | 98.53           |
| 11   | Zhao Ziquan            | Chine        | 144.71 | 11              | 50.39           | 11              | 94.32           |

### Couples

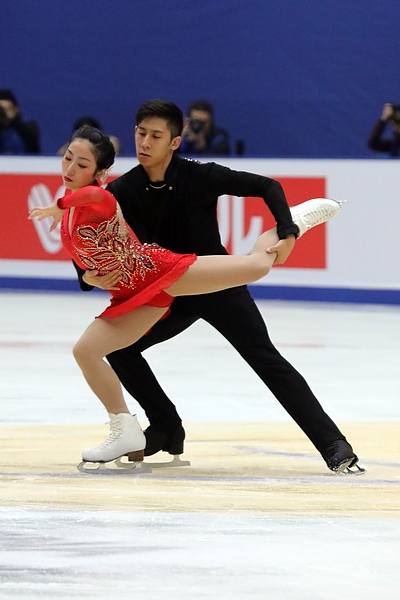
Les médaillés d'or Sui Wenjing et Han Cong

| Rang | Nom                                     | Pays       | Points | Programme court | Programme court | Programme libre | Programme libre |
| ---- | --------------------------------------- | ---------- | ------ | --------------- | --------------- | --------------- | --------------- |
| 1    | Sui Wenjing / Han Cong                  | Chine      | 231.07 | 1               | 80.14           | 1               | 150.93          |
| 2    | Yu Xiaoyu / Zhang Hao                   | Chine      | 205.54 | 2               | 71.37           | 2               | 134.17          |
| 3    | Kirsten Moore-Towers / Michael Marinaro | Canada     | 194.52 | 4               | 62.52           | 3               | 132.00          |
| 4    | Nicole Della Monica / Matteo Guarise    | Italie     | 190.25 | 3               | 63.76           | 5               | 126.49          |
| 5    | Valentina Marchei / Ondřej Hotárek      | Italie     | 188.01 | 5               | 59.53           | 4               | 128.48          |
| 6    | Ashley Cain / Timothy LeDuc             | États-Unis | 154.36 | 7               | 53.15           | 6               | 101.21          |
| 7    | Zhang Mingyang / Song Bowen             | Chine      | 148.34 | 6               | 53.15           | 7               | 95.19           |

### Danse sur glace
| Rang | Nom                                     | Pays       | Points | Danse courte | Danse courte | Danse libre | Danse libre |
| ---- | --------------------------------------- | ---------- | ------ | ------------ | ------------ | ----------- | ----------- |
| 1    | Gabriella Papadakis / Guillaume Cizeron | France     | 200.43 | 1            | 81.10        | 1           | 119.33      |
| 2    | Madison Chock / Evan Bates              | États-Unis | 184.50 | 2            | 72.66        | 2           | 111.84      |
| 3    | Ekaterina Bobrova / Dmitri Soloviev     | Russie     | 182.84 | 3            | 72.34        | 3           | 110.50      |
| 4    | Tiffany Zahorski / Jonathan Guerreiro   | Russie     | 164.41 | 4            | 67.62        | 4           | 96.79       |
| 5    | Lorraine McNamara / Quinn Carpenter     | États-Unis | 157.61 | 5            | 63.65        | 5           | 93.96       |
| 6    | Wang Shiyue / Liu Xinyu                 | Chine      | 151.17 | 8            | 59.07        | 6           | 92.10       |
| 7    | Elliana Pogrebinsky / Alex Benoit       | États-Unis | 150.47 | 7            | 59.32        | 7           | 91.15       |
| 8    | Angélique Abachkina / Louis Thauron     | France     | 144.90 | 6            | 59.91        | 8           | 84.99       |
| 9    | Chen Hong / Zhao Yan                    | Chine      | 117.64 | 9            | 47.39        | 9           | 70.25       |
| 10   | Wang Xiaotong / Zhao Kaige              | Chine      | 102.66 | 10           | 38.74        | 10          | 63.92       |

## Source
- Résultats de la Coupe de Chine 2017 sur le site de l'ISU